# يوحنا الثالث عشر
البابا يوحنا الثالث عشر ((باللاتينية: Ioannes XIII)‏ توفي: 6 أيلول / سبتمبر 972) تولى الكرسي البابوي من 1 تشرين الأول / أكتوبر 965 إلى وفاته في 972. كانت بابويته تواجه صراعات مستمرة بين الإمبراطورأوتو الأول النبلاء الرومان.

## وصلات خارجية
- أوبرا أمنية من قبل Migne Patrologia لاتينا مع الفهارس التحليلية
- (بالإيطالية) Crescenzi الأسرة

| سبقه ليو الثامن | باباوات الكنيسة الكاثوليكية الثامن 965 - 972 | تبعه بندكت السادس |